# Theuma aprica
Theuma aprica är en spindelart som beskrevs av Simon 1893. Theuma aprica ingår i släktet Theuma och familjen Prodidomidae. Inga underarter finns listade i Catalogue of Life.